# ريتشارد شيبرد
ريتشارد شيبرد (بالإنجليزية: Richard Shepard)‏ هو مخرج وكاتب سيناريو أمريكي حائز على جائزة أيمى.
ولد شيبرد في مدينة نيويورك، ولاية نيويورك في الولايات المتحدة. ثم ألتحق بجامعة نيويورك في مدرسة تيش للفنون. ثم انتقل إلى لوس أنجلوس حيث قام بإخراج أفلام مثل Cool Blue وThe Linguini Incident. ثم عاد إلى موطنه في نيويورك حيث عمل على أفلام مستقلة مثل رحمة عام 1995.

## أفلامه
| الفيلم                | العام |
| --------------------- | ----- |
| Cool Blue             | 1988  |
| The Linguini Incident | 1991  |
| رحمة                  | 1995  |
| أكسجين                | 1999  |
| The Matador           | 2005  |
| The Hunting Party     | 2007  |

## وصلات خارجية
- ريتشارد شيبرد على موقع IMDb (الإنجليزية)
- ريتشارد شيبرد على موقع ألو سيني (الفرنسية)
- ريتشارد شيبرد على موقع أول موفي (الإنجليزية)
- ريتشارد شيبرد على موقع قاعدة بيانات الأفلام السويدية (السويدية)
- ريتشارد شيبرد على موقع قاعدة بيانات الفيلم (الإنجليزية)
- ريتشارد شيبرد على موقع كينوبويسك (الروسية)

صفحة المخرج على imdb